# أم حرمل (الرقة)
بندر محمد حرمل حرمل قرية سورية تتبع ناحية سلوك في منطقة تل أبيض في محافظة الرقة. بلغ عدد سكانها 113 نسمة في عام 2004 حسب إحصاء المكتب المركزي للإحصاء.